# Михаило Гилкић
Михаило Гилкић (1854–1883) био је један од учесника Тимочке буне осуђених на смрт и стрељаних на Краљевици код Зајечара 1883. године.

## Биографија
Из сачуваних докумената преког суда у Зајечару, зна се да је Михаило рођен у Алексинцу 1854. године. По занимању био је касапин, а уочи Тимочке буне од скора је био пандур Окружног суда у Алексинцу. Од раније је био познат властима као противник напредњачког режима: тако је насред алексиначке пијаце напао и истукао народног посланика Марка Милојковића. За ово дело је осуђен на месец дана затвора, али му то очигледно није сметало да добије државну службу.
Током побуне у Алексинцу (1. новембра 1883), иако у државној служби, стао је на страну устаника: откључао је апсану у којој су били затворени ухапшени радикали Станко Петровић и Димитрије Прокић, а затим затворио председника и једног од судија Окружног суда. Наоружавши се пушком једног разоружаног стајаћег војника, са неколико народних војника упао је у кућу дућанџије Мате Трифунца и одузео му два коња. Са берберином Благојем Крстићем однео је писмо Колета Кнежевића, главног вође побуне у Алексинцу, у Ражањ, али није успео да уђе у варошицу, коју је чувала наоружана патрола. До краја побуне служио је Колету Кнежевићу као гласник, преносећи његова наређења побуњеним народним војницима.
На суђењу је признао да се од раније дружио са радикалима и да је знао да устаничка власт није законита. Правдао је своје учешће у побуни тиме што му је Коле Кнежевић претио затвором и убиством, али његова одбрана није прихваћена, обзиром да је током побуне наоружан јахао свуда по Алексинцу и околини и имао прилике да се преда законитим властима. Одлуком Преког суда у Зајечару осуђен је на смрт 18. новембра 1883. године.